# Bahnhof Tournan
Der Bahnhof Tournan liegt an der Eisenbahnlinie Gretz-Armainvilliers–Sézanne. Er befindet sich auf dem Gebiet der Gemeinde Tournan-en-Brie im Département Seine-et-Marne der Region Île-de-France.
Der Bahnhof wird heute von der französischen Eisenbahngesellschaft Société nationale des chemins de fer français betrieben. Der Bahnhof wird von den Zügen der Linie E (Linie E4) des Nahverkehrsnetzes Réseau express régional d’Île-de-France (RER) und von Zügen der Linie P des Transiliennetzes bedient.

## Lage
Der Bahnhof Tournan liegt am Kilometerpunkt 40,764 der – heute teilweise stillgelegten – Eisenbahnlinie Gretz-Armainvilliers – Sézanne.

## Geschichte
Der Bahnhof wurde am 2. Februar 1861, gleichzeitig mit der Inbetriebnahme des Streckenabschnitts Gretz – Mortcerf der späteren Linie Gretz – Sézanne eröffnet. Betreiber war zunächst die Compagnie des chemins de fer de l’Est.
Seit Dezember 2003 ist hier die Endstation der Linie E4 des RER. Gleichzeitig wurde der Bahnhofsbereich modernisiert und die Bahnsteige von 55 cm auf 92 cm erhöht. Außerdem halten hier die Transilien-Züge der Strecke Paris-Est – Coulommiers.

## Nutzung des Bahnhofs

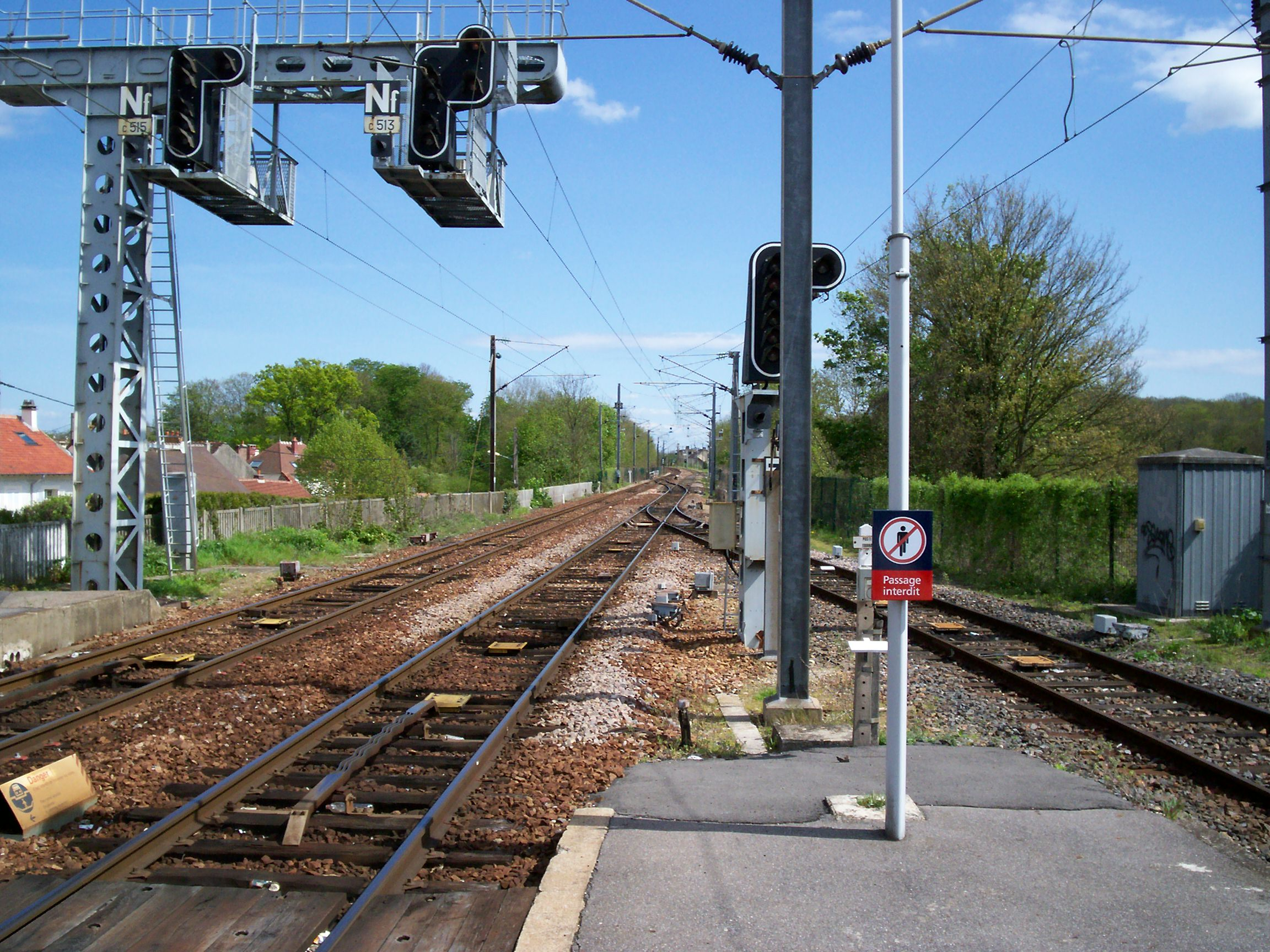
Bahnhof Tournan: Blick auf die Gleise Richtung Coulommiers

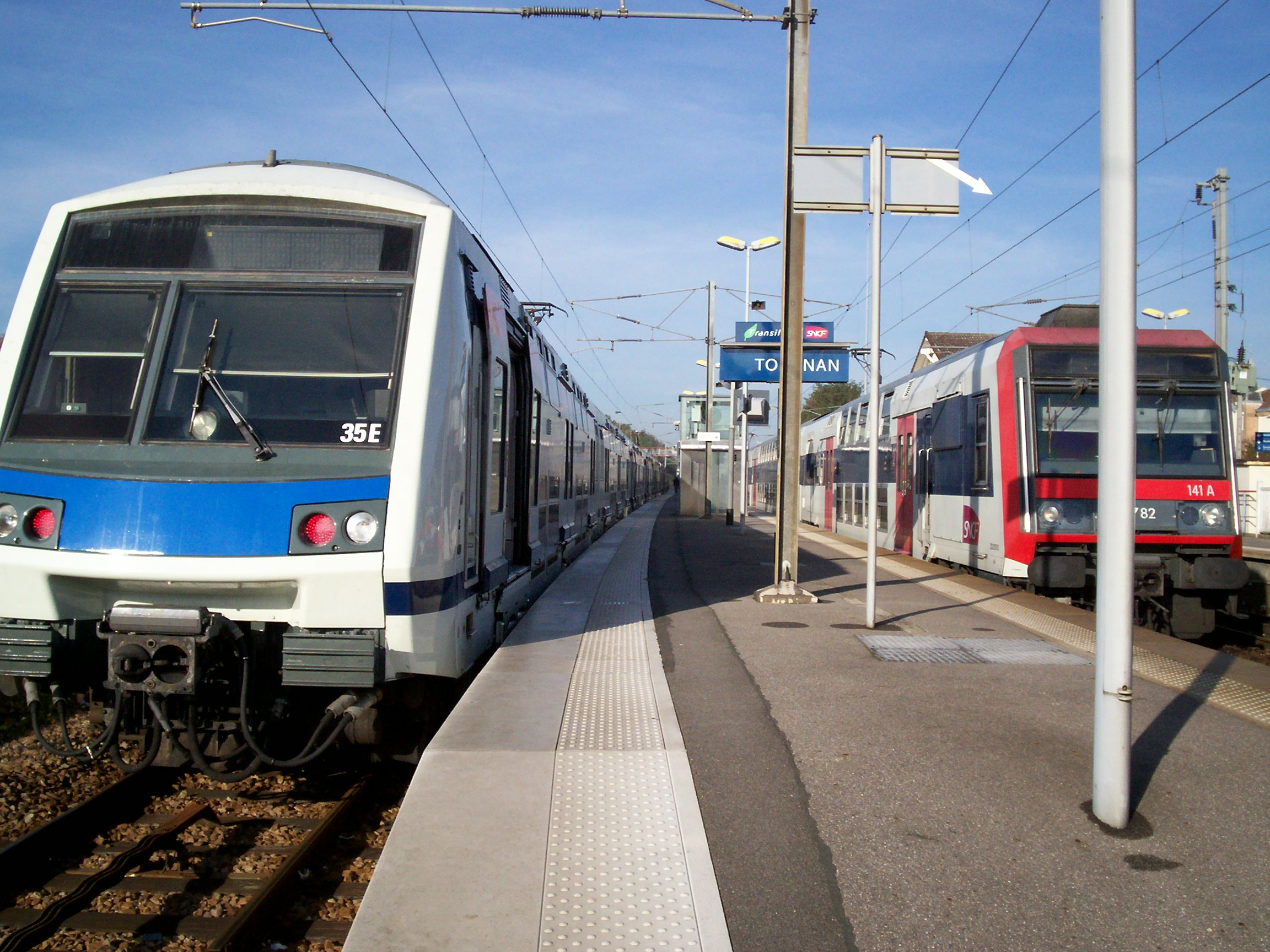
Der Inselbahnsteig in Tournan: links ein RER-Zug Richtung Paris und rechts ein Transilien-Zug Richtung Coulommiers

### Allgemeines und Fahrplanübersicht
Der Bahnhof ist Endstation des Zweigs E4 der Linie E des Nahverkehrsnetzes Réseau express régional d’Île-de-France (RER) und Halt der Züge der Linie P des Transiliennetzes. Diese Züge befahren die Strecke Paris Gare de l’Est – Coulommiers und legen dabei zwischen Gare de l’Est und Tournan keinen Zwischenhalt ein.
In jeder Fahrtrichtung fahren zu den Hauptverkehrszeiten stündlich 2 bis 4 RER-Züge, ansonsten ein fährt ein Zug alle 30 Minuten. Die Transilien-Strecke wird von stündlich ein bis zwei Zügen befahren. Seit dem Fahrplanwechsel von Dezember 2009 sind auch die Abfahrtszeiten des Transilien getaktet.

### Fahrgastzahlen
2005 wurden die RER-Züge täglich von durchschnittlich 3 340 Bahnreisenden benützt, was gegenüber dem Jahr 2000 eine Zunahme um 24 Prozent darstellt. Mit dem Transilien fahren täglich rund 5000 Personen von Tournan aus nach Paris Est.

### Fahrtdauer
Eine Fahrt im RER zwischen Haussmann Saint-Lazare und Tournan und umgekehrt dauert etwa 48 Minuten bei 8 bis 9 Zwischenhalten.
Mit dem Transilien dauert die Fahrt nach Paris Est 29 Minuten, nach Coulommiers – mit 5 Zwischenhalten – 34 Minuten.
Nördlich und südlich des Bahnhofs befinden sich je ein Park&Ride-Parkplatz.
Der Busbahnhof in Bahnhofsnähe wird von einer Noctilien-Linie der RATP sowie tagsüber von zwölf Linien von fünf weiteren Busunternehmen angefahren.